# Eilen Jewell

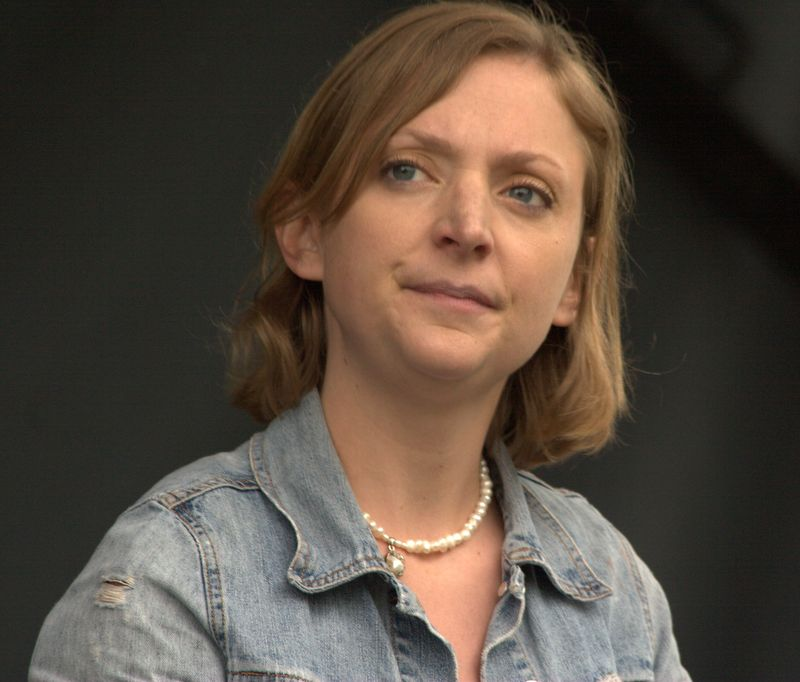
Eilen Jewell (2013)

Eilen Jewell (* 6. April 1979 in Boise, Idaho) ist eine US-amerikanische Songwriterin, Country- und Roots-Rock-Musikerin. Seit dem Herbst 2003 lebt und arbeitet sie in Cambridge, Massachusetts.

## Biografie
Mit Musik kam Eilen Jewell bereits früh in Berührung. Für Inspiration sorgte insbesondere die reichhaltige Plattensammlung ihrer Eltern. Ihre ersten Auftritte absolvierte sie während ihrer Studienzeit auf dem St. Johns College in Santa Fe, New Mexico. Auftrittsorte waren Bauernmärkte sowie Lokale in der näheren Umgebung. Anschließend zog sie nach Los Angeles, wo sie bald zur lokalen Größe der Musikszene von Venice Beach avancierte. Ihre Zeit als Straßenmusikerin bewertete sie insgesamt positiv: Sie habe ihr geholfen, ihre Grenzen als Performerin auszuweiten. Mit Umstellungsproblemen verbunden war auch die Loslösung vom ländlichen Milieu ihrer Kindheit und Jugend: „Aufgewachsen bin ich in Idaho. Da sind alle so freundlich. Es dauerte eine Weile, bis ich mich nicht mehr daran störte, was Fremde sagen oder tun.“
Im Januar 2003 siedelte Jewell an die Ostküste über. Angeödet von der Hektik in der Westküsten-Metropole, lebte sie einige Monate zurückgezogen in den Berkshire Mountains im westlichen Massachusetts. Durch Auftritte im Club Helsinki, einem überregional bekannten Veranstaltungsort für Roots Music- und Rock-Acts gelang es ihr, ihren Ruf als Songwriterin, Sängerin und Musikerin weiter auszubauen. Im Spätherbst 2003 zog sie nach Boston um und schloss sich dort der lokalen Folk- & Roots Music-Community an. Mit wechselnden Begleitmusikern tingelte sie die folgenden beiden Jahre durch die Clubs der weiteren Umgebung.
Im Dezember 2005 erschien das erste Album – Boundary Country, aufgenommen in einer alten Scheune und eingespielt mit minimaler Besetzung: Jason Beek (Schlagzeug), Daniel Kellar (Violine), Jerry Miller (Gitarre) und Johnny Sciascia (Kontrabass). Als national veröffentlichtes Release folgte im Juli 2007 die zweite Platte, Letters from Sinners & Strangers, die es auch in die Top Ten des Rootsrock-Senders „Americana Weekly Radio“ schaffte. Stilistisch lehnten sich die 13 Songs stark an den Vorgänger an. Gitarrenlastige Folksongs im Western-Swing-Stil bot auch ein Minialbum mit dem Namen Heartache Boulevard, erschienen im April 2008. Als vierte Platte kam im April 2009 Sea of Tears heraus. Mit dem Titelsong „Sea of Tears“ enthielt sie nicht nur ein hitträchtiges Titelstück. Mit guten bis zum Teil enthusiastischen Rezensionen bedacht, bedeutete Sea of Tears auch kommerziell einen weiteren Durchbruch. Binnen vier Wochen schaffte es die Platte in die Top Ten der für Rootsrock-Veröffentlichungen zentral wichtigen Americana Charts. Stilistisch klingt der Sound der vierten Platte noch abgespeckter und gitarrenlastiger. Im Gegensatz zum Vorgänger ist Sea of Tears ohne Violine eingespielt und nur mit einer Quartett-Basisbesetzung.
Mit dem Side-Projekt The Sacred Shakers veröffentlichte Eilen Jewell 2008 eine weitere CD. Auch das Konzertvolumen weitete sich seit 2007 merklich aus. Gegenüber 2007 verdoppelte es sich 2008 auf über hundert Auftritte. Dreißig davon fanden in Westeuropa statt, einige davon auch in Deutschland. Als fünfte CD erschien im Sommer 2010 ein Tribute-Of-Album mit bekannten und weniger bekannten Songs von Loretta Lynn. Der Titel, Butcher Holler – A Tribute To Loretta Lynn, nahm Bezug auf jene Stadt im US-Bundesstaat Kentucky, in der Lynn aufgewachsen ist und in der ihre Karriere begann. Jewells fünfte reguläre Veröffentlichung mit Eigenkompositionen (Titel: Queen of the Minor Key) kam im Juni 2011 auf den Markt. Neben 12 neuen Songs enthielt das Album zwei Instrumentals im Surf-Sound – den Introtitel „Radio City“ und das Outro „Kalimotxo“. Bis 2017 folgten zwei weitere Studioalben: Sundown Over Ghost Town (2015), eine stark im Country- und Singer-Songwriter-Stil gehaltene Veröffentlichung und das vorwiegend aus Bluesstücken bestehende Album Down Hearted Blues (2017).
Parallel zu ihren Veröffentlichungen absolviert Eilen Jewell Tourneen im In- und Ausland. Konzerte in den USA und Kanada bilden dabei zwar den Schwerpunkt. Doch auch in Europa – speziell den Niederlanden, Großbritannien und Deutschland – ist sie im Rahmen ihrer Touren regelmäßig zu Gast.

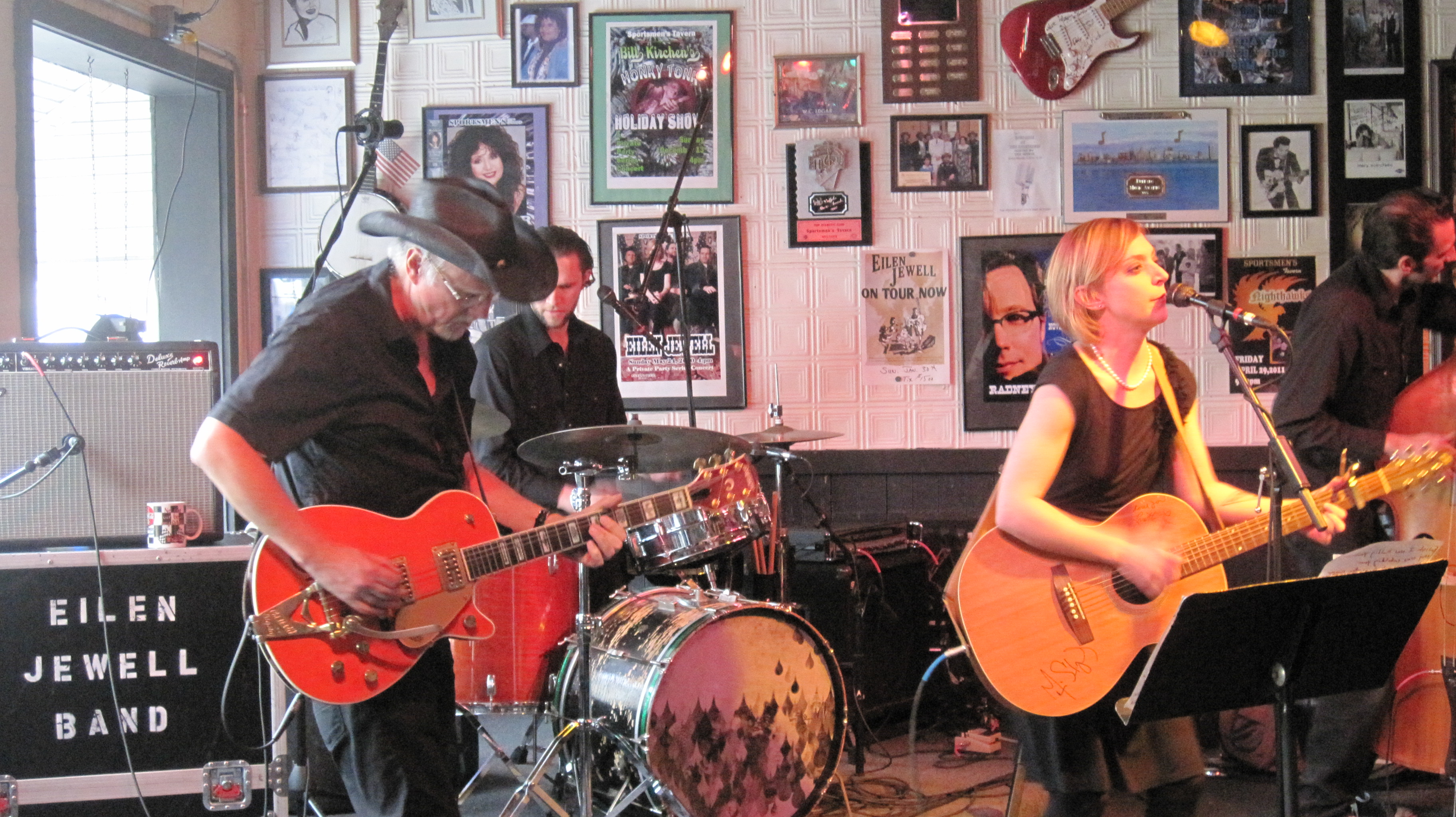
Eilen Jewell bei einem Auftritt in Buffalo, New York (Januar 2011)

## Stil und Kritiken
Obwohl sie den Begriff „Retro Musik“ ablehnt, sieht Eilen Jewell ihre musikalische Wurzeln eindeutig in den sechziger Jahren – dem Roots Rock jener Zeit, aber auch dem Electric Blues der Chicagoer Schule oder bei britischen Bands wie etwa Them. Als weiteres Vorbild benennt sie die Countrysängerin Loretta Lynn. Ihre Vorliebe für abgespeckte, gitarrenlastige Sounds erklärt sie ebenfalls mit ihrer Vorliebe für die Musik der Sixties. Eilen Jewell: „Bevor ich Woody Guthrie und Folk-Musik entdeckte, hörte ich Elvis Presley, Buddy Holly, und – später – die Animals und die Kinks. Ich liebe das Zeug, und ich liebe es, es zu spielen.“
Der rootsrockorientierte Stil fand auch in Zeitungskritiken Anerkennung und Lob. Die LA Daily News schrieb: „Manchmal klingt sie so düster und beschädigt wie Lucinda Williams, dann wieder trotzig wie Peggy Lee oder in authentischer Americana-Tradition wie Gillian Welch.“ Der Boston Globe: „Jewells Musik hat die Ruhe der früheren (Gillian) Welch oder Norah Jones, ist mit ihren neotraditionellen Melodien, ihrem gedämpften Gesang und den wechselnden Grooves ihrer Stücke allerdings direkter.“ Der Musikblog Songs:Illinois führte Sea of Tears als Vorbild auf. Zitat: „Diese Platte sollte ein Weckruf sein für Lucinda Williams, Lyle Lovett, Steve Earle, und so weiter, dass sie zu ihren Wurzeln zurückkehren.“
Auch in Deutschland erfuhr die Musikerin anerkennende Beachtung. Die Hamburger Abendzeitung verglich die Sängerin anlässlich einer Konzertankündigung im Oktober 2009 gleich mit Patsy Cline, Billie Holiday und Patti Smith. Spiegel Online schrieb: „Wann immer Bob Dylan auf seine vermeintliche ‚Never Ending Tour‘ angesprochen wird, verweist er darauf, dass es in den USA Legionen von Musikern gibt, die immer auf Konzertreise sind. So wie die junge Eilen Jewell und ihre Band, die scheinbar nonstop in Bars und Spelunken ihre herrlich alt klingenden Lieder aufführen.“

## Diskografie

### CDs
- Boundary County (2005)
- Letters from Sinners & Strangers (Signature Sounds; 2007)
- Heartache Boulevard (Minialbum; Signature Sounds; 2008)
- Sea of Tears (Signature Sounds; 2009)
- Butcher Holler – A Tribute to Loretta Lynn (Signature Sounds, 2010)
- Queen of the Minor Key (Signature Sounds, 2011)
- Sundown over Ghost Town (Signature Sounds, 2015)
- Down Hearted Blues (Signature Sounds, 2017)
- Gypsy (Signature Sounds, 2019)
- Get Behind the Wheel (Signature Sounds, 2023)

### Weitere Veröffentlichungen
- The Sacred Shakers (Side-Projekt) (2008)
- Song auf Compilation Natural Energy Lab, Vol. 1 (Natural Energy Lab; 2009)
- Gesang in einem Song auf Doug Spartz & Friends: The One Who’s Leavin’ (Great North Music; 2007)